# Thomas Sjöberg
Thomas Sjöberg (Helsingborg, 6 de julio de 1952) es un exfutbolista y entrenador sueco.

## Trayectoria
Sjöberg jugó durante gran parte de su carrera en el Malmö FF, en la Allsvenskan. También jugó en Karlsruher SC, Chicago Sting y Helsingborgs IF. Jugó para la selección de Suecia en 45 oportunidades, convirtiendo 14 goles.
Después de terminar su carrera, Sjöberg se trasladó al banco de entrenadores como entrenador asistente de Roland Andersson. Lo acompañó durante sus compromisos con el Al-Ittihad, el Club Deportivo de Catar, el BSC Young Boys y el Malmö FF. Después de que Andersson fuera ascendido a entrenador asistente de Lars Lagerbäck para la selección nacional, Sjöberg asumió el papel de observador del partido. En 2006, Sjöberg regresó a Malmö FF como entrenador de juveniles. Desde el año 2010 es un cazatalentos de la selección nigeriana.

## Clubes
| Club            | País             | Año       |
| --------------- | ---------------- | --------- |
| Malmö FF        | Suecia           | 1974-1976 |
| Karlsruher SC   | Alemania Federal | 1976-1977 |
| Malmö FF        | Suecia           | 1977-1978 |
| Al-Ittihad      | Arabia Saudita   | 1978      |
| Chicago Sting   | Estados Unidos   | 1979      |
| Malmö FF        | Suecia           | 1979-1982 |
| Helsingborgs IF | Suecia           | 1982-1985 |